# Scleromystax
Scleromystax là một chi cá da trơn nước ngọt thuộc phân họ Corydoradinae của họ Callichthyidae. Scleromystax được ghép từ 2 âm tiết trong tiếng Hy Lạp: sclero ("cứng") và mystax ("ria mép").

## Phân loại
Các loài của Scleromystax trước đây đã được xếp vào chi Corydoras. Tuy nhiên, Scleromystax bây giờ được cho là có liên quan chặt chẽ với chi Aspidoras thuộc phân họ Callichthyinae. Mặc dù đơn ngành (monophyly) của Scleromystax đã được chứng minh, mối quan hệ giữa các loài trong nó vẫn còn mơ hồ. Ngoài ra, tình trạng phân loài trong Scleromystax chỉ được giải quyết một phần.
Các loài:
- Scleromystax barbatus (Quoy & Gaimard, 1824)
- Scleromystax macropterus (Regan, 1913)
- Scleromystax lacerdai (Hieronimus, 1995)
- Scleromystax prionotos (Nijssen & Isbrücker, 1980)
- Scleromystax salmacis (M. R. Britto & R. E. dos Reis, 2005)
- Scleromystax reisi (M. R. Britto, Fukakusa & L. R. Malabarba, 2016)[6]

Trong đó, Scleromystax barbatus là loài điển hình của chi.

## Mô tả
Những loài của chi Scleromystax thường sống tại phụ lưu của các lưu vực sông ven biển ở phía nam và đông nam quốc gia Brazil. Hầu hết các loài của Scleromystax đều là dị hình giới tính, riêng S. salmacis rất khó thấy được nét đặc trưng giữa cá đực và mái. Vây lưng và vây ngực của cá đực dài gấp 2 - 3 lần so với cá mái.